# シンブ州

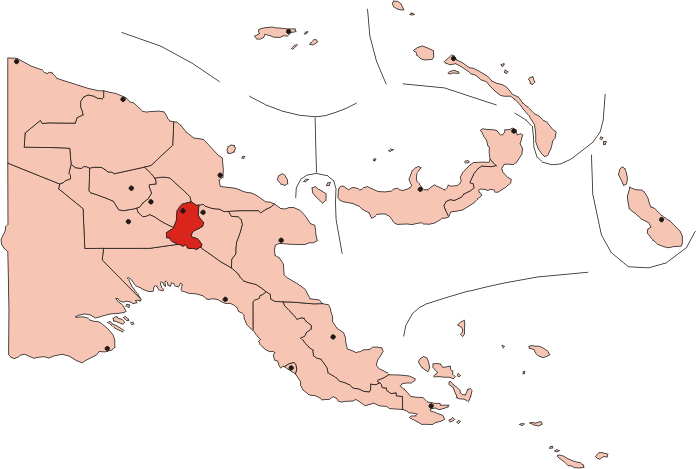
シンブ州

シンブ州（シンブしゅう、英: Simbu Province）は、パプアニューギニアの中部、ニューギニア島の東部の山岳地方に位置する州である。 州都はクンディアワ。 州の面積は6,100 km²。人口は37万6473人（2011年国勢調査）。パプアニューギニア最高峰で標高4,509mのウィルヘルム山は、同州と西部山岳州及びマダン州の州境にある。
州名は、現地語で「ありがとう」を意味する Sipuuuu に由来する。

## 地理
有機栽培されたコーヒーの産地であるが、地形が山がちで天然資源に乏しいため、他の山岳州より経済発展が遅れている。西部山岳、東部山岳、南部山岳、湾岸及びマダンの各州と隣接する。

## 教育
天然資源に乏しいことから人的資源の開発に熱心で、国内有数の知的指導者を輩出。また、同州出身者は世界的規模の高名な研究所に勤務している。州内には中等学校が3ヶ所ある。

## 政治
現在の州知事は、2022年の選挙で当選したノア・クール。